# 国鉄タキ7500形貨車
国鉄タキ7500形貨車（こくてつタキ7500がたかしゃ）は、1959年（昭和34年）から製造された、30 t積（後に28 t積）の濃硝酸専用の私有貨車（タンク車）である。当初は日本国有鉄道（国鉄）、国鉄分割民営化後は日本貨物鉄道（JR貨物）に車籍を有した。
派生形式である濃硝酸専用タンク車タキ7450形についても本項目で解説する。

## タキ7500形
タキ7500形は1959年から1967年（昭和42年）にかけて50両（アコタキ7500 - アコタキ7549）が新三菱重工業（18両）、日立製作所（23両）、富士車輌（1両）、川崎車輛（4両）、富士重工業（4両）の5社にて製造された30 t（後に28 t）積の濃硝酸専用車。最初の2両はタキ7300形（タキ7300、タキ7301）として登場したが、セメント専用車にタキ7300形が既に登場しており、二車現存となったため、タキ7500形に改番された経緯がある。
ドーム付直円筒形のタンク体は腐食防止のため、純アルミ製であり、「純アルミ」「連結注意」（鉄製に比べ強度が劣るため）と表記される。（日産化学工業が所有する車両は保冷のために遮熱用の外板（キセ）を取り付けた車両もあった）このため記号番号表記は特殊標記符号「アコ」（純アルミ製タンク車、全長 12 m 以下）を前置し「アコタキ」と標記する。
濃硝酸専用のタンク車で初のボギー車として登場した。1973年頃に濃硝酸専用タンク車の発煙・滴下事故が多発したことを受け、保安対策による積載荷重の見直しを行い1974年（昭和49年）8月1日より、30t積から28t積に変更されている。
本形式の他に濃硝酸を専用種別とする形式は、タム100形（2代）（239両）、タキ7450形（1両、後述）、タキ10450形（24両）、タキ29000形（17両）、タキ29100形（27両）の5形式がある。
1979年（昭和54年）10月より化成品分類番号「侵（禁水）84」（侵食性の物質、水と反応する物質、腐食性物質、禁水指定のもの）が標記された。
荷役方式はマンホールまたは積込口からの上入れ、S字管を用いた空気加圧によって荷卸しを行う上出し式である。
車体色は銀色（当初はアルミニウム地色であったがその後銀色塗装となった）、全長は9,200 mm - 9,400 mm、全幅は2,560 mm、全高は3,876 mm、台車中心間距離は5,100 mm - 5,300 mm、実容積は20.2 m3 - 20.6 m3、自重は14.2 t - 17.3 t、換算両数は積車4.5、空車1.6、最高運転速度75 km/h、台車はベッテンドルフ式で、当初は平軸受・板ばね式のTR41Cであったが、後にコイルばね式のTR41Dに改造されている。これは1968年（昭和43年）10月1日ダイヤ改正以降、貨物列車の脱線事故が多発したことにより、ボギー中心間距離が6 m未満で板ばね式のTR41C台車を使用している車両は、オイルダンパを併用したコイルばね式のTR41Dへの改造が（1970年（昭和45年）の第一次台車改造）行われることになったためである。更にその後、三菱化学が所有する一部の車両は他車から転用したTR225へ換装した車両もあった。
1987年（昭和62年）4月の国鉄分割民営化時には47両（アコタキ7502、アコタキ7503、アコタキ7509を除く全車）の車籍がJR貨物に継承されたが、1998年（平成10年）度から淘汰が始まり、2009年（平成21年）度に最後まで在籍した車両が廃車となり同時に形式消滅となった。

### 年度別製造数
各年度による製造会社と両数、所有者は次のとおりである。（所有者は落成時の社名）
- 昭和33年度 - 1両
  - 新三菱重工業 1両 三菱化成工業（アコタキ7500）
- 昭和34年度 - 3両
  - 新三菱重工業 1両 三菱化成工業（アコタキ7501）
  - 日立製作所 2両 住友化学工業（アコタキ7502 - アコタキ7503）
- 昭和35年度 - 2両
  - 新三菱重工業 2両 三菱化成工業（アコタキ7504 - アコタキ7505）
- 昭和36年度 - 7両
  - 新三菱重工業 3両 三菱化成工業（アコタキ7506 - アコタキ7508）
  - 富士車輌 1両 住友化学工業（アコタキ7509）
  - 日立製作所 2両 日産化学工業（アコタキ7510 - アコタキ7511）
  - 新三菱重工業 1両 新日本窒素肥料（アコタキ7512）
- 昭和37年度 - 3両
  - 新三菱重工業 1両 日産化学工業（アコタキ7513）
  - 川崎車輛 2両 宇部興産（アコタキ7514 - アコタキ7515）
- 昭和38年度 - 1両
  - 川崎車輛 1両 宇部興産（アコタキ7516）
- 昭和39年度 - 12両
  - 三菱重工業 1両 三菱化成工業（アコタキ7517）
  - 三菱重工業 4両 三菱化成工業（アコタキ7519 - アコタキ7522）
  - 日立製作所 6両 日産化学工業（アコタキ7518、アコタキ7525 - アコタキ7529）
  - 川崎車輛 1両 宇部興産（アコタキ7524）
- 昭和40年度 - 7両
  - 三菱重工業 4両 三菱化成工業（アコタキ7523、アコタキ7533 - アコタキ7535）
  - 富士重工業 3両 日産化学工業（アコタキ7530 - アコタキ7532）
- 昭和41年度 - 3両
  - 富士重工業 1両 日産化学工業（アコタキ7536）
  - 日立製作所 2両 日産化学工業（アコタキ7537 - アコタキ7538）
- 昭和42年度 - 11両
  - 日立製作所 11両 日産化学工業（アコタキ7539 - アコタキ7549）

## タキ7450形
タキ7450形は1966年（昭和41年）6月24日に1両（アコタキ7450）が富士重工業にて製作された30 t積の濃硝酸専用車である。基本的な構造はタキ7500形に準ずるが、製造時から保冷用の断熱材と外板（キセ）を設けたため、別形式となった。
記号番号表記は特殊標記符号「アコ」（純アルミ製タンク車、全長 12 m 以下）を前置し「アコタキ」と標記する。積載荷重はタキ7500形と同様の経過により1974年8月1日より28t積に変更された。
所有者は日産化学工業であり、高山本線の速星駅を常備駅として運用された。
1979年10月より化成品分類番号「侵（禁水）84」（侵食性の物質、水と反応する物質、腐食性物質、禁水指定のもの）が標記された。
車体色は銀色（当初はアルミニウム地色であったがその後銀色塗装となった）、全長は9,600 mm、全幅は2,547 mm、全高は3,879 mm、台車中心間距離は5,500 mm、実容積は20.2 m3、自重は15.6 t、換算両数は積車4.5、空車1.6、最高運転速度は75 km/hである。台車は落成時はTR41Cであったがその後TR41Dに改造されたのはタキ7500形と同様の経過である。
1987年4月の国鉄分割民営化時には車籍がJR貨物に継承されたが、2008年（平成20年）度に廃車となり同時に形式消滅となった。